# Pierre Fournier
Pierre Fournier (Parigi, 24 giugno 1906 – Ginevra, 8 gennaio 1986) è stato un violoncellista francese.
Figlio di un generale dell'esercito, Fournier iniziò gli studi musicali con la madre che gli insegnò il pianoforte, ma colpito da poliomielite rimase impedito nell'uso dei pedali, così si rivolse ad un altro strumento: il violoncello.
Studiò sotto la guida di Paul Bazelaire e André Hekking al conservatorio di Parigi; insegnante dal 1937 al 1939 presso l'"École Normale de Musique", fu fino al 1949 docente in quello stesso Conservatorio.
La sua attività principale fu comunque quella concertistica: la sua prima esibizione avvenne come membro del quartetto d'archi Fauré (1925).

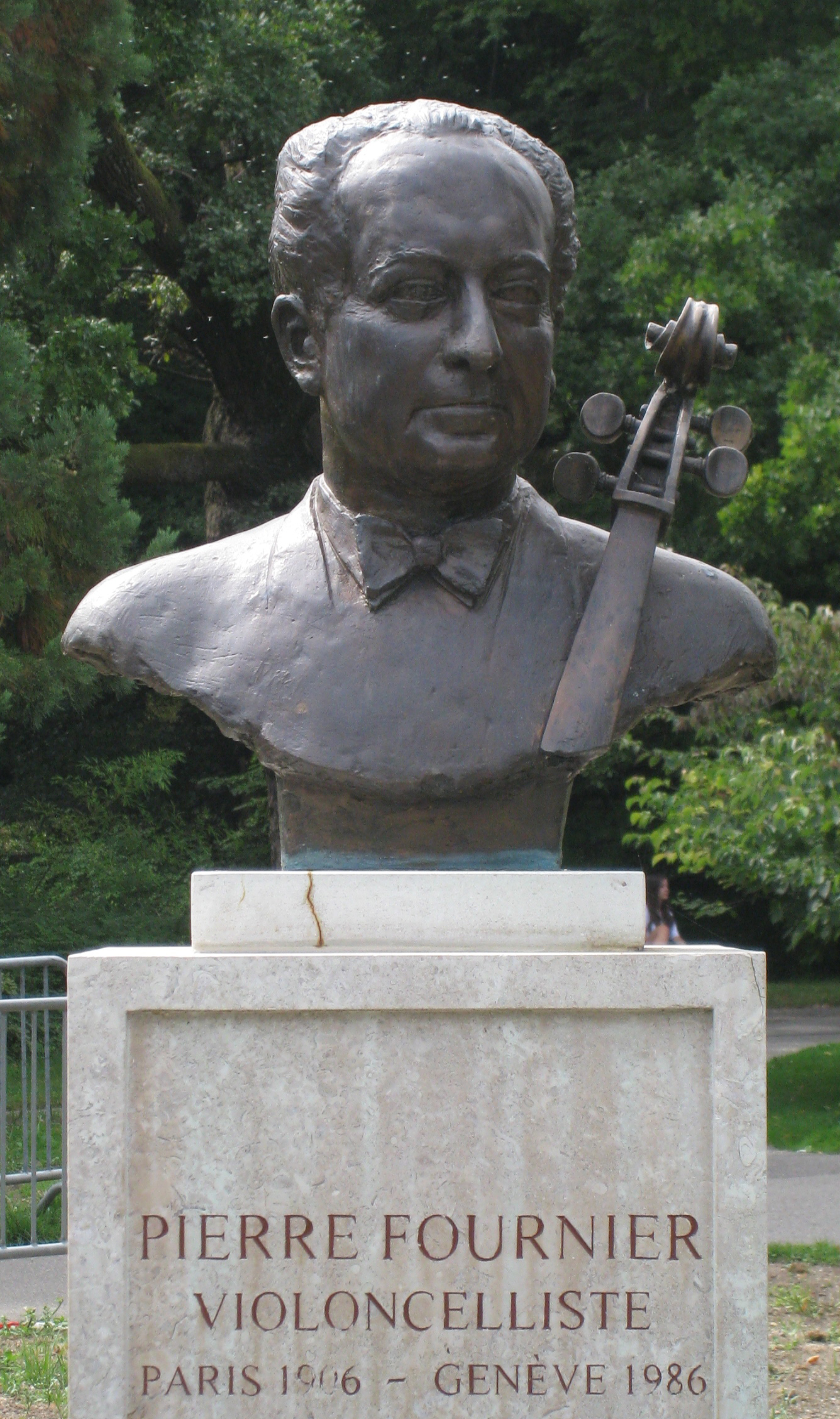
Busto di Fournier a Ginevra

In seguito suonò nei centri europei di maggior prestigio e anche negli Stati Uniti, insieme con Szigeti, Primrose e Schnabel con i quali, nel 1947, aveva formato un quartetto cameristico. Viene ricordato per le sue registrazioni delle suite per violoncello solo di Bach, fonte d'ispirazione per molte interpretazioni successive.
Durante gli anni dal 1965 al 1967 forma un duo con il pianista Fernando Delfini.

## Discografia parziale
- Bach, Suites vlc. n. 1-6 - Fournier, Deutsche Grammophon
- Bach, Suites vlc. n. 1-6 - Fournier, 1960/1961 Archiv Produktion
- Beethoven, Opere compl. per vlc. e pf. - Fournier/Gulda, 1959 Deutsche Grammophon
- Beethoven, Son. vlc. e pf. n. 1-5/Variaz. - Fournier/Kempff, Deutsche Grammophon
- Brahms Schumann, The Three Trios/Trio in D Minor - Rubinstein/Szeryng/Fournier, RCA Red Seal - Grammy Award for Best Chamber Music Performance 1975
- Schubert, The Piano Trios - Op. 99 In B-Flat/Op. 100 In E-Flat - Rubinstein/Szeryng/Fournier, 1975 RCA Red Seal - Grammy Award for Best Chamber Music Performance 1976
- Fournier, Aristocrat of the cello - Baumgartner/Szell/Firkusny, Deutsche Grammophon
- Fournier, Pierre Fournier, Violoncello - Lalo/Saint-Saëns/Bruch, Deutsche Grammophon